# فيلي بيتي نيومان
فيلي بيتي نيومان (بالإنجليزية: Willie Betty Newman)‏ هي رسامة أمريكية، ولدت في 21 يناير 1863 في مورفريسبورو في الولايات المتحدة، وتوفيت في 6 فبراير 1935 في ناشفيل في الولايات المتحدة.